# 사쿠라이 타케하루
사쿠라이 타케하루(일본어: 櫻井 武晴, 1970년 11월 25일~)는 일본의 각본가이자 프로듀서이다.